# SN 2009le
SN 2009le – supernowa typu Ia odkryta 16 listopada 2009 roku w galaktyce E478-G06. W momencie odkrycia miała maksymalną jasność 16,60m.